# Capilla de Nuestra Señora de Guadalupe (Peñón de los Baños)
La capilla de Guadalupe del Peñón es es un edificio religioso de la Ciudad de México, ubicado al oriente de la misma en las faldas del Peñón de los Baños.

## Ubicación
Se ubica a un lado del Circuito Interior, dentro del complejo de los Baños, en las faldas del Peñón de los Baños, que recibe su nombre merced a éstos. Cruzando el circuito está el Parque del Niño Quemado, y a sólo unas cuadras está el Aeropuerto Internacional de la Ciudad de México. La ciudad antigua está a unos kilómetros al oriente; no formaba parte de ésta en un principio, estando separados los baños y el peñón por un amplio llano de laguna seca.  

## Historia
El Peñón fue originalmente un islote rocoso en medio del Lago de Texcoco que los pueblos nahuas bautizaron como Tepetzinco, que significa "cerro en medio de la laguna". Aquí acudían las mujeres a tratarse después de dar a luz, puesto que desde entonces las aguas de estos baños tenían fama de curativas. Además se ofrecían sacrificios de infantes cada inicio de año en un teocalli localizado debajo de la actual capilla.
Después de la conquista se convirtió en un lugar favorito de recreo de los novohispanos, y en 1759 compró el sitio Carlos José Dueñas Pacheco, que construyó una capilla en medio del conjunto para que quienes fueran el sábado en la tarde a recibir tratamiento no faltaran al día siguiente con el precepto de la misa. Se terminó la capilla el 30 de julio de 1765, y la primera misa se cantó el 21 de julio del mismo año. En esta época el Cristo que tenía adquirió fama de milagroso en conjunción con los manantiales de los baños, por lo que se le llamó Santo Cristo Morenito de la Salud, también llamado de Tepetzinco por los indios, o simplemente del Peñón. 
Si bien la estructura de los baños ha cambiado con el pasar de los siglos como ha cambiado de dueño y de popularidad, la capilla se ha respetado por los remodeladores con todo su ornamento y antigüedad, llegando hasta el día de hoy virtualmente sin cambios desde que se inauguró. Los baños fueron adquiridos por Manuel Romero Rubio en la última década del siglo XIX, pero con la revolución quedaron virtualmente abandonados. En 1932 la capilla fue redescubierta por la Secretaría de Educación Pública, que la declaró monumento histórico.

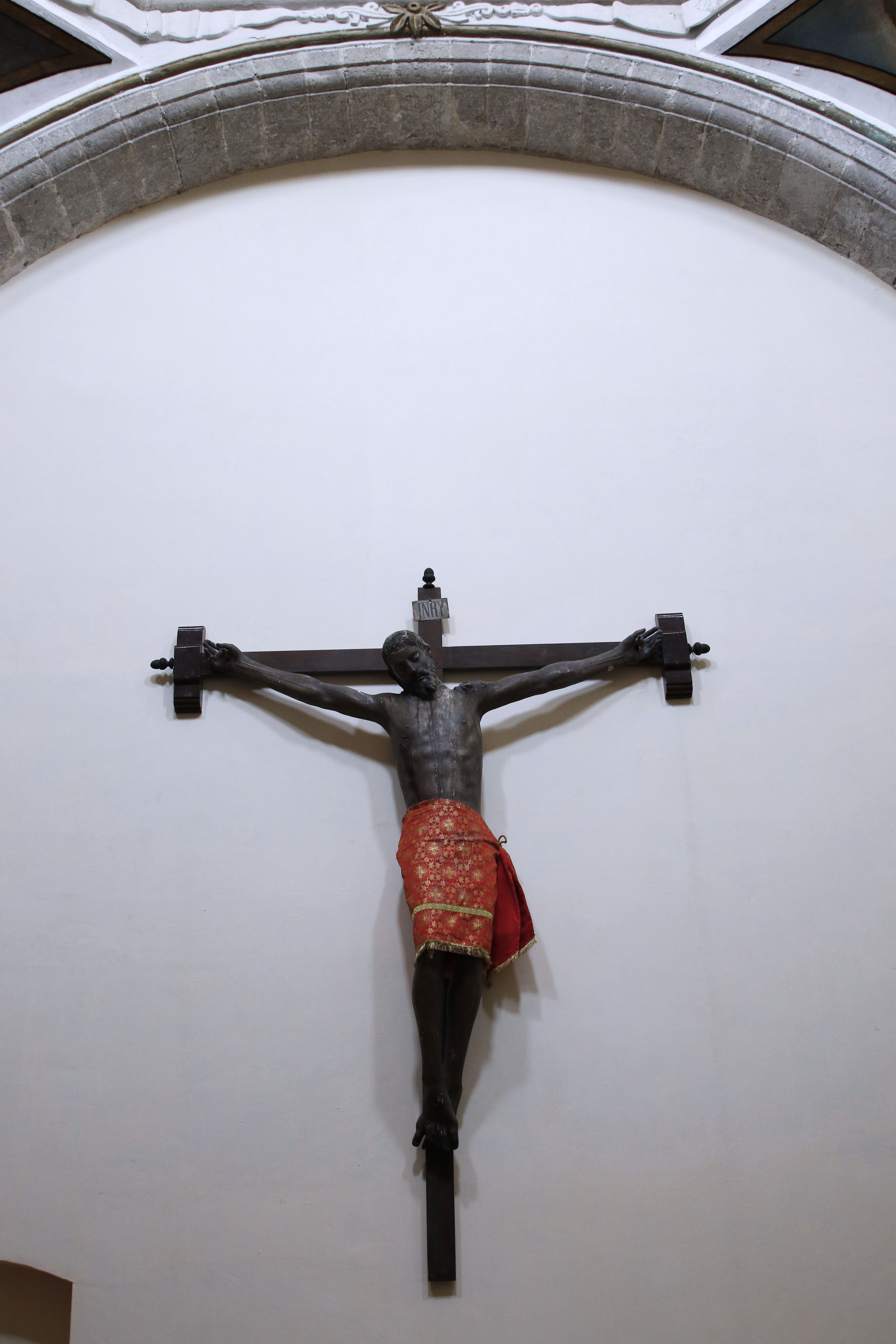
Santo Cristo de Tepetzinco